# Gyrinus colymbus
Gyrinus colymbus là một loài bọ cánh cứng trong họ van Gyrinidae. Loài này được Erichson miêu tả khoa học năm 1837.